# درن نوریس
داران نوریس (انگلیسی: Daran Norris؛ زادهٔ ۱ نوامبر ۱۹۶۴) یک هنرپیشه، بازیگر سینما، و صدا پیشه اهل ایالات متحده آمریکا است. وی از سال ۱۹۸۸ میلادی تاکنون مشغول فعالیت بوده‌است.

## بخشی از فیلم‌شناسی
- والدین نسبتاً عجیب و غریب (۲۰۰۱-اکنون)
- بکر (مجموعه تلویزیونی) (۱۹۹۹)
- ورونیکا مارس (مجموعه تلویزیونی) (۲۰۰۴–۲۰۰۷)
- یک فیلم نسبتاً عجیب و غریب: بزرگ شو، تیمی ترنر! (۲۰۱۱)
- کدبانوهای وامانده (۲۰۱۱)
- یک کریسمس نسبتاً عجیب و غریب (۲۰۱۲)
- یک تابستان نسبتاً عجیب و غریب (۲۰۱۴)
- آی‌زامبی (مجموعه تلویزیونی) (۲۰۱۵)
- در اتاق خواب (۲۰۰۱)
- من آن صدا را می‌شناسم (۲۰۱۳)
- ورونیکا مارس (فیلم) (۲۰۱۴)
- ماجراجویی‌های جیمی نوترون: پسر نابغه (2002–2005)
- بابای آمریکایی! (2005-تاکنون)
- فلپ‌جک (2008–2009)
- تغییرشکل‌دهندگان: پرایم (2011–2013)
- فینیس و فرب) (2013)